# Чёрная вдова (фильм, 2008)
«Чёрная вдова» (англ. Black Widow) — детективный фильм 2008 года режиссёра Армана Мастрояни.

## Сюжет
Оливия Уитфилд, молодая и очаровательная бизнеследи, знакомится с красавцем и миллионером Денни на его дне рождения. Это не нравится его давней приятельнице и фотографу газеты L.A. Post — Мел. Она (Мел) хочет узнать побольше о незнакомке и обнаруживает подозрительные факты о деятельности бесплатных клиник для женщин, совладелицей которых является Оливия.
В ходе поисков обнаруживаются пробелы в биографии всех собственниц компании, а также, что все их мужья умерли через некоторое время после свадьбы. Только благодаря коллеге Финн, Мел понимает, что все эти женщины являются одним и тем же человеком — Оливией Уитфилд. Чтобы спасти своего друга Денни, у которого должна состояться свадьба с мошенницей, Мел предстоит найти весомые доказательства вины соперницы.

## В главных ролях
- Элизабет Беркли — Оливия Уитфилд
- Алисия Коппола — Мелани Демпси
- Рэндолл Батинкофф — Денни Киган
- Адриана ДеМео — Финн Драйвер